# Минькино (Бабушкинский район)
Минькино — деревня в Бабушкинском районе Вологодской области.
Входит в состав Березниковского сельского поселения, с точки зрения административно-территориального деления — в Березниковский сельсовет.
Расстояние до районного центра села имени Бабушкина по автодороге — 86 км, до центра муниципального образования Воскресенского по прямой — 6 км. Ближайшие населённые пункты — Дмитриево, Борисово, Волгино.
По переписи 2002 года население — 4 человека.
В реестре населённых пунктов Вологодской области названа Миньково.